# سد چائو فرایا
سد چائو فرایا (به لاتین: Chao Phraya Dam) یک سد در تایلند است که در Bang Luang واقع شده‌است.